# شانگلی (شهرک)
شهر شانگلی (به لاتین: Shangli Town) یک شهرک در جمهوری خلق چین است که در یوچنگ واقع شده‌است.